# 네버엔딩 스토리 2
《네버엔딩 스토리 2》(The NeverEnding Story II: The Next Chapter)는 1990년 공개된 판타지 영화이다.
1991년 미국 극장 개봉 당시 벅스 버니(Bugs Bunny) 애니메이션 단편 박스오피스 버니(Box-Office Bunny)가 영화 전에 상영되었다. 이 단편은 그해 말 VHS 및 레이저디스크 릴리스에도 포함되었다.

## 줄거리
바스티안 발타자르 북스는 학교 수영팀에 들어가고 싶어하지만, 고소공포증 때문에 다이빙대에서 뛰어내리는 데 어려움을 겪는다. 그는 용기를 얻기 위해 코렌더의 고서점을 다시 찾았다가 '네버엔딩 스토리' 책을 발견하고, 환상세계의 여왕이 자신을 부르는 소리를 듣게 된다.
바스티안은 책을 집으로 가져가고, 책 표지에서 떨어진 아우린 부적을 얻게 된다. 그는 환상세계로 소환되어 님블리라는 새와 비슷한 생명체를 만나고, 아름다운 실버 시티에서 아트레유와 재회한다. 이들은 갑옷을 입은 거인들을 피해 도망치면서, "공허"라는 힘이 환상세계를 잠식하고 있다는 것을 알게 된다. 이 힘은 환상세계의 지배를 노리는 사악한 마녀 자이드로부터 비롯된 것이었다. 자이드는 바스티안의 여정을 방해하기 위해 트리페이스를 시켜 아우린 부적을 사용할 때마다 바스티안의 기억을 빼앗는 장치를 만든다. 님블리는 스파이로 잠입해 바스티안이 환상세계에 온 이유를 잊을 때까지 소원을 빌도록 부추긴다.
바스티안과 아트레유는 자이드를 찾아내 생포한다. 자이드는 계획을 포기하는 척하며 여왕에게 안내해주겠다고 한다. 하지만 여왕의 상아 탑으로 가는 길에 바스티안을 속여 어리석은 소원들을 빌게 만들고, 아트레유는 이들이 목적 없이 헤매고 있음을 눈치챈다.
한편, 바스티안의 아버지 바니는 아들의 실종을 알아차린다. 그는 아들의 방에서 '네버엔딩 스토리' 책을 발견하고, 책 표지에 적힌 서점 주소를 발견한다. 바니는 코렌더에게 달려가 따지지만, 코렌더는 책 안에서 답을 찾으라고 말한다. 나중에 경찰관과 함께 돌아간 바니는 서점이 버려진 것을 보고 충격을 받는다. 결국 바니는 책을 읽고, 환상세계에서 벌어지는 아들의 모험이 책에 기록되어 있으며, 자신에 대한 언급도 있다는 사실에 놀란다.
아트레유는 자이드의 계획을 알아차리지만, 바스티안은 아트레유가 자신을 배신했다고 믿는다. 둘은 싸우다가 아트레유가 절벽 아래로 떨어져 죽는다. 자이드에게 돌아간 바스티안은 기억을 빼앗는 장치를 발견하고 자신의 기억이 어머니와 아버지에 대한 것밖에 남지 않았다는 것을 알게 된다.
바스티안은 폐허가 된 실버 시티로 돌아가 어머니에 대한 기억을 이용해 아트레유를 되살린다. 자이드는 바스티안에게 마지막 소원을 빌어 집으로 돌아가라고 강요하지만, 바스티안은 대신 자이드에게 "마음을 갖게 해달라"고 소원을 빈다. 이로 인해 자이드는 감정을 느끼게 되고, 그녀 안의 공허가 사라진다. 연민에 휩싸인 자이드는 빛과 함께 폭발하고, 환상세계는 회복된다. 바스티안의 기억도 되돌아온다.
자유로워진 여왕은 바스티안에게 감사를 표하고, 바스티안은 여왕에게 아우린 부적을 돌려준다. 여왕은 바스티안이 고소공포증을 극복할 수 있도록 폭포가 내려다보이는 절벽으로 그를 안내한다. 바니와 아트레유의 격려에 힘입어 바스티안은 절벽에서 뛰어내려 안전하게 집으로 돌아가 아버지와 재회하고, 아우린 부적은 다시 책 표지로 돌아간다.

## 출연

### 주연
- 조나단 브랜디스
- 마틴 움바크
- 존 웨슬리 쉽

### 조연
- 마틴 움바크
- 알렉산드라 존스
- 토머스 힐
- 헬레나 밋첼
- 비르게 쉐이드
- 안드레아스 보르쉐르딩
- 콜린 길데르
- 랍 모튼
- 프랭크 레나르트

## 기타
- 원작자: 미하엘 엔데
- 공동제작: 보도 스크리바
- 미술: 로버트 W. 레잉
- 미술: 괴츠 바이드너
- 특수효과: 데릭 메딩스

## 한국어 더빙 성우진(MBC)
- 이미자 - 바스챤 (조나단 밴디스)
- 김순선 - 아트래유 (케니 모리슨)
- 김정희 - 마녀 자이다 (클라리사 버트)
- 권혁수 - 바니 (존 웨슬리 쉽)
- 백순철 - 님블리 (마틴 음바흐)
- 김현직
- 최병학
- 김용식
- 기경옥
- 이인성
- 최성우
- 안장혁
- 우정신
- 최원형